# Vendas Novas
Vendas Novas és un municipi portuguès, situat al districte d'Évora, a la regió d'Alentejo i a la subregió de l'Alentejo Central. L'any 2004 tenia 11.957 habitants. Limita a l'est amb Montemor-o-Novo, al sud amb Alcácer do Sal, a l'oest amb Palmela i al nord-oest amb Montijo. El municipi es va crear el 1962. Abans era una freguesia de Montemor-o-Novo.

## Població
| Població do concelho de Vendas Novas (1970 – 2004) | Població do concelho de Vendas Novas (1970 – 2004) | Població do concelho de Vendas Novas (1970 – 2004) | Població do concelho de Vendas Novas (1970 – 2004) | Població do concelho de Vendas Novas (1970 – 2004) |
| -------------------------------------------------- | -------------------------------------------------- | -------------------------------------------------- | -------------------------------------------------- | -------------------------------------------------- |
| 1970                                               | 1981                                               | 1991                                               | 2001                                               | 2004                                               |
| 8587                                               | 10933                                              | 10476                                              | 11619                                              | 11957                                              |

## Freguesies
- Landeira
- Vendas Novas